# Rank 1
O Rank 1 é um grupo neerlandês de trance, criado nos Países Baixos em 1997. Considerado como um dos primeiros intérpretes do trance holandês, o grupo produziu um número de hits das pistas de dança desde a sua concepção. Embora os dois membros do grupo (Benno De Goeij e Piet Bervoets) trabalhassem junto antes, o Rank 1 era seu primeiro projeto com sucesso comercial. Seu maior hit comercial foi em 2000, com "Airwave", que alcançou o posto de #10 no Reino Unido e o de #25 nas playlists do Billboard Hot Dance/Club Play. Atualmente, estão com a single "Life Less Ordinary" nas paradas musicais.

## Discografia

### Singles
Rank 1
- 1999 "Black Snow/The Citrus Juicer"
- 1999 "Airwave"
- 2001 "Such is Life" (com Shanokee)
- 2001 "Awakening" (com Olga Zegers)
- 2001 "Ambient Edition"
- 2003 "Breathe (Awakening 2003)" (com Aino Laos)
- 2003 "It's Up To You (Symsonic)" (com Shanokee)
- 2004 "Beats at Rank-1 Dotcom"
- 2004 "Unreleased Tracks"
- 2005 "Opus 17/Top Gear"
- 2007 "The World is Watching Me" (com Armin van Buuren e Kush)
- 2007 "Life Less Ordinary" (com Alex M.O.R.P.H. e Fragma)
- 2008 "L.E.D There Be Light"
- 2008 "And Then" (com Jochen Miller)
- 2009 "The Great Escape" (com Jochen Miller)

R.O.O.S.
- 1997 "Instant Moments"
- 1997 "Instant Moments (Waiting For)" (com Evelyne Derks)
- 1998 "Living in a Dream"
- 1999 "Body, Mind & Spirit"
- 2002 "Instant Moments 2002"

Pedro & Benno
- 1997 "Scream For Love"
- 1998 "Talkin' To You"
- 1999 "Speechless"

A.I.D.A.
- 1999 "Far And Away"
- 1999 "Far And Away/Merit"
- 1999 "Remember Me/Corvana"

Outros apelidos
- 1997 "Human Beast", como Simplistic Mind
- 1997 "Baby Freak", como Precious People
- 1997 "Reflections of Love", como Precious People
- 1998 "To the Church", como Two Disciples
- 1998 "I Know You're There", como Tritone (com DJ Misjah)
- 1998 "Ssst... (Listen)", como Jonah (com DJ Misjah)
- 1998 "Subspace Interference", como Control Freaks (com DJ Tiesto)
- 1998 "Play it Rough", como System Eight (com Michel Keyser)
- 1999 "Human Planetarium", como Gualagara
- 2000 "Yeah... Right", como Jonah (com DJ Misjah)
- 2000 "Straight to the Point", como SPX (com DJ Misjah)
- 2003 "The Anthem 2003", como Sensation
- 2003 "Perfect Blend/Deep Ranger", como Mac J

### Álbuns
- 2001 Symsonic